# Shanghai Calling
Shanghai Calling (prt: Destino Shangai; bra: O Chamado de Xangai) é um filme de comédia romântica de 2012 escrito e dirigido por Daniel Hsia e produzido por Janet Yang. Estrelado por Daniel Henney, Eliza Coupe e Bill Paxton, Shanghai Calling é uma história sobre um grupo de americanos de diferentes estilos de vida, que estão residindo em Xangai.

## Sinopse
Um advogado ambicioso da cidade de Nova York chamado Sam (Daniel Henney), que é descendente de chineses, ganha um caso importante para sua empresa, a Powell & Davies, mas é informado pelos sócios que ele deve supervisionar a filial de Xangai por três meses ou não será promovido. Sam voa para Xangai, onde conhece Marcus, o cliente mais importante da empresa, que é CEO de uma empresa de tecnologia de bilhões de dólares. Marcus diz que deseja pagar 50 milhões para adquirir um smartphone de última geração de um inventor chinês, mas Sam o convence, no interesse da velocidade, a redigir um contrato de aluguel por 5 milhões. Nos dias seguintes, Sam conhece seus subordinados chineses Fang Fang e Guang, bem como membros da comunidade de expatriados americana: Donald, um executivo de fast food e presidente da Câmara de Comércio Americana; Amanda, uma especialista em realocação que é fluente em chinês; e Brad,um professor de inglês. No entanto, Sam recebe um telefonema de Marcus, que fica furioso ao descobrir que uma fábrica chinesa está fabricando e vendendo o mesmo smartphone. Sam tem uma teleconferência com os sócios da Powell & Davies, que o criticam e exigem que ele conserte a situação.
Marcus e Sam se encontram com Lin, o proprietário da fábrica chinesa, e seu advogado britânico. Sam argumenta com sucesso que o contrato de Lin com o inventor chinês é inválido, já que o de Marcus foi assinado um dia antes. Lin concorda em interromper a produção. No entanto, ele renegou sua promessa e smartphones recém-produzidos continuam a chegar às lojas de Xangai. Além disso, Sam descobre que o advogado britânico era uma fraude. Ou seja, ele era um ator contratado por Lin para se passar por advogado. Sem meios de contatar Lin, Sam contrata Awesome Wang, um jornalista que trabalha como detetive particular. Awesome Wang rastreia o ator britânico e o pressiona a revelar o endereço residencial de Lin, mas ele está vago. Powell & Davies castiga Sam e exige seu retorno a Nova York. Quando tudo parece estar perdido,Sam pede ajuda a Amanda. Este realiza uma pesquisa imobiliária vinculando o endereço residencial a uma fábrica. Brad oferece a Awesome Wang e Sam uma carona até a fábrica e, com a ajuda do primo de Guang, Sam agiliza um mandado de segurança para fechar a fábrica, apesar do pedido de Lin.
Enquanto isso, Esther, uma americana altamente educada de ascendência chinesa, vence a eleição na Câmara de Comércio Americana, substituindo Donald como presidente. Ela ressalta com altivez que Xangai está rapidamente se tornando uma encruzilhada para os melhores e mais brilhantes do mundo, e não é mais um paraíso para americanos medianos como Donald, Amanda e Brad, que não poderiam ter sucesso em seu próprio país. Sam também comenta, com Amanda, que está impressionado com o rápido crescimento econômico de Xangai e com a densidade de marcas de luxo na cidade, que serve para refletir os tempos de mudança. Sam informa Marcus do fechamento da fábrica de Lin e se oferece para assumir toda a culpa pelas ações de Lin, na esperança de resolver o assunto. No entanto, Awesome Wang e o inventor chinês entram na sala e revelam que Marcus mentiu o tempo todo. Marcus tinha, de fato, forjado a assinatura do inventor chinês no contrato, depois de chegar tarde e ter sido recusado pelo inventor. Powell & Davies contata Sam e, para sua surpresa, ordena que Sam perdoe Marcus e continue ajudando-o, devido à influência e riqueza de Marcus. Sam, desafiando Powell & Davies, pede demissão e abre seu próprio escritório de advocacia para representar Lin. A equipe chinesa da Powell & Davies renunciou e se juntou a ele. Sam também inicia um relacionamento com Amanda e se dedica ao estudo da língua chinesa.

## Elenco
- Daniel Henney como Sam Chao, um advogado sino-americano enviado para trabalhar em Xangai por três meses.
- Eliza Coupe como Amanda Wilson, uma especialista em realocação residente em Xangai e fluente em chinês.
- Bill Paxton como Donald Cafferty, um executivo de fast food residente em Xangai.
- Alan Ruck como Marcus Groff, CEO de uma empresa de tecnologia de bilhões de dólares, que recentemente se estabeleceu em Xangai.
- Geng Le como Awesome Wang, jornalista e detetive particular.
- Zhu Zhu como Fang Fang, uma assistente de escritório.
- Sean Gallagher como Brad
- Lu Cai como Guang.

## Prêmios
Daniel Henney ganhou o prêmio de Melhor Ator no Newport Beach Film Festival de 2012 , e Daniel Hsia ganhou o prêmio de Melhor Novo Diretor / Destaque de Primeira Metragem no Los Angeles Asian Pacific Film Festival de 2012.